# Trachelipus camerani
Trachelipus camerani is een pissebed uit de familie Trachelipodidae. De wetenschappelijke naam van de soort is voor het eerst geldig gepubliceerd in 1900 door Tua.